# Президентские выборы во Франции (1981)
Президентские выборы во Франции 1981 года проходили в два тура 26 апреля и 10 мая. Президентом республики был избран Франсуа Миттеран, первый президент-социалист Пятой республики, одержавший победу во втором туре над действовавшим президентом Валери Жискар д'Эстеном. Это были первые президентские выборы во Франции, на которых баллотировавшийся на второй срок президент потерпел поражение.

## Результаты

### Первый тур
| Кандидат              | Партия                                                      | Голоса     | %       |
| --------------------- | ----------------------------------------------------------- | ---------- | ------- |
| Валери Жискар д'Эстен | Союз за французскую демократию (UDF)                        | 8,222,432  | 28.33 % |
| Франсуа Миттеран      | Социалистическая партия (PS)                                | 7,505,960  | 25.86 % |
| Жак Ширак             | Объединение в поддержку республики (RPR)                    | 5,225,846  | 18.00 % |
| Жорж Марше            | Французская коммунистическая партия (PCF)                   | 4,456,922  | 15.35 % |
| Брис Лалонд           | экологист                                                   | 1,116,254  | 3.85 %  |
| Арлетт Лагийе         | Рабочая борьба                                              | 668,057    | 2.30 %  |
| Мишель Крепо          | Движение левых радикалов                                    | 642,847    | 2.21 %  |
| Мишель Дебре          | отколовшийся от Объединения в поддержку республики (RPR)    | 481,821    | 1.66 %  |
| Мари-Франс Гаро       | ассоциированный с Объединением в поддержку республики (RPR) | 386,623    | 1.33 %  |
| Югетт Бушардо         | Объединённая социалистическая партия (PSU)                  | 321,353    | 1.10 %  |
| Всего                 | Всего                                                       | 29,028,115 | 100 %   |

### Второй тур
На выборах 1974 года Миттеран набрал наибольшее количество голосов в первом туре, опередив Жискар д’Эстена почти на 3 млн, но во втором туре уступил своему сопернику 425 тыс. голосов. На этот раз наоборот лидером после первого тура был Жискар д’Эстен, но во втором туре Миттеран набрал на миллион голосов больше.
| Кандидат              | Партия                               | Голоса     | %       |
| --------------------- | ------------------------------------ | ---------- | ------- |
| Франсуа Миттеран      | Социалистическая партия (PS)         | 15,708,262 | 51,76 % |
| Валери Жискар д’Эстен | Союз за французскую демократию (UDF) | 14,642,306 | 48.24 % |
| Всего                 | Всего                                | 30,350,568 | 100 %   |